# Fabien Barcella
Pour les articles homonymes, voir Barcella.

a Compétitions nationales et continentales officielles uniquement.

b Matchs officiels uniquement.
Dernière mise à jour le 5 juillet 2017.
Fabien Barcella, né le 27 octobre 1983 à Agen, en Lot-et-Garonne, est un joueur international français de rugby à XV. Il évolue au poste de pilier au sein du FC Grenoble, après avoir joué au Stade toulousain, à l'Avenir valencien, au FC Auch Gers, au Biarritz olympique où il s'est révélé et au RC Toulon.

## Biographie

### Jeunesse et formation
Issu d'une famille d'origine italienne, Fabien Barcella naît à Agen, en Lot-et-Garonne, et grandit à Pommevic en Tarn-et-Garonne avec sa sœur Céline (aujourd'hui professeur de mathématiques) et découvre le rugby à six ans dans la ville voisine de Valence d'Agen. De poussins jusqu'en junior Crabos, il évolue dans ce club. Il est ensuite appelé dans l'effectif du SU Agen. Il revient un an à Valence d'Agen.
Fabien Barcella intègre la faculté de sport (STAPS) à l'université Paul Sabatier de Toulouse (Haute-Garonne), alliant alors formation sportive au Stade toulousain et études.

### Carrière professionnelle
Il arrive en 2006 au FC Auch Gers alors en Pro D2, y commençant sa carrière professionnelle. D'abord considéré par son entraîneur, Henry Broncan, comme un troisième choix, il devient en moins d'un an la doublure de Franck Montanella et titulaire la saison suivante. Il signe à Biarritz en 2008.
Il dispute son premier match en équipe de France lors du Tournoi des Six nations 2008, le 9 mars contre l'équipe d'Italie, en tant que titulaire et participe également au match contre le Pays de Galles. L'année de la relégation pour Auch, il part sans hésitation pour le Biarritz olympique : « Quand un club avec un tel passé vous contacte, on ne refuse pas ». Il participe à la tournée d'été de l'équipe de France où il est titulaire lors du match contre l'Argentine. Il est aligné trois fois lors du Tournoi des Six nations 2009, contre l'Écosse, le Pays de Galles et l'Italie ainsi qu'aux tournées d'été et d'automne de la même année. Lors du match contre la Nouvelle-Zélande du 13 juin, il est le deuxième meilleur plaqueur derrière Thierry Dusautoir.
En janvier 2010, il subit une rupture du ligament postérieur du genou gauche, l'arrêtant trois mois, manquant ainsi une partie de la H-cup et le Tournoi des Six nations. Il ne joue qu'un match de la tournée d'été du XV de France, lors de la défaite 13-41 face à l'Argentine.
Mi-août 2010, il se blesse à nouveau, cette fois-ci lors d'une séance d'entraînement et souffre d'une rupture totale du tendon d'Achille. Il reviendra en février 2011 mais ne retrouve pas encore sa place de titulaire. Début août 2011, il se fait une déchirure à un biceps et ne participe donc pas au premier match de préparation de la coupe du monde du XV de France face à l'Irlande. Le 21 août 2011, il est tout de même sélectionné par Marc Lièvremont dans la liste des 30 pour participer à la Coupe du monde 2011 en Nouvelle-Zélande, alors que lui-même pensait, en novembre 2010, que « [ses] chances d'y participer sont quasiment inexistantes ».
Après plusieurs saisons moyennes ou mauvaises du BO accompagnées de nombreuses blessures qui éloignent définitivement Fabien Barcella du XV de France, le club basque est relégué en Pro D2 ; Fabien Barcella choisit alors de quitter le club pour rester dans l'élite, en signant pour le Rugby club toulonnais pour la saison 2014-2015. Mais la saison n'est pas terminée qu'il est annoncé au FC Grenoble pour la saison suivante. Finalement, le 30 janvier, le club isérois annonce la venue du joueur dès la mi-saison, celui-ci ayant été libéré de son contrat par Toulon. Il joue son premier match sous les couleurs de Grenoble face au Montpellier Hérault Rugby en tant que titulaire à son poste de pilier gauche. Il retrouve à ses côtés ses anciens coéquipiers du Biarritz olympique Arnaud Héguy, Albertus Buckle, Mathias Marie et Fabien Alexandre.
Au printemps 2017, il annonce la fin de sa carrière après une saison blanche en raison d'une nouvelle blessure au tendon d'Achille durant la pré-saison.

## Palmarès

### En club
- Stade toulousain
  - Vainqueur de la Coupe Frantz-Reichel en 2002

- FC Auch
  - Vainqueur du Championnat de France espoirs en 2007
  - Vainqueur du Championnat de France de 2e division en 2007

- Biarritz olympique
  - Finaliste de la Coupe d'Europe en 2010

### En équipe nationale
- 20 sélections en équipe de France (2008-2011)
- Sélections par année : 3 en 2008, 8 en 2009, 1 en 2010, 8 en 2011

#### Tournoi des Six Nations
- Tournois des Six Nations disputés : 2008, 2009

| Édition          | Rang | Résultats France | Résultats Barcella | Matchs Barcella |
| ---------------- | ---- | ---------------- | ------------------ | --------------- |
| Six Nations 2008 | 3    | 3 v, 0 n, 2 d    | 1 v, 0 n, 1 d      | 2/5             |
| Six Nations 2009 | 3    | 3 v, 0 n, 2 d    | 3 v, 0 n, 0 d      | 3/5             |

Légende : v = victoire ; n = match nul ; d = défaite ; la ligne est en gras quand il y a Grand Chelem.

#### Coupe du monde
En Coupe du monde :
- 2011 : 6 sélections (Japon, Canada, Nouvelle-Zélande, Tonga, Angleterre, Pays de Galles)

| Édition               | Rang      | Résultats France | Résultats F.Barcella | Matchs F.Barcella |
| Nouvelle-Zélande 2011 | Finaliste | 4 v, 0 n, 3 d    | 4 v, 0 n, 2 d        | 6/7               |

Légende : v = victoire ; n = match nul ; d = défaite.

## Style et récompenses individuelles
Henri Broncan dit de lui que « c'est un bosseur terrible » et « agréable à vivre ». Philippe Gleyse, son entraîneur au Stade toulousain, affirme que c'est le genre de type que j'aime bien. Un brave paysan doté d'une véritable passion. Le lundi matin, à 8 heures, il pouvait te réciter le Midol. De l'élite aux séries. Et particulièrement les séries. Un mec adorable humainement (...). Il a toujours été très doué techniquement, très rapide.
En 2009, à la suite de la tournée de l'équipe de France en Nouvelle Zélande, il est élu meilleur pilier gauche du monde par le magazine néozélandais Times[réf. nécessaire].